# Sun Valley, Nevada
Sun Valley är en ort i Nevada  Invånarantalet  uppgick till 19 299 vid USA:s folkräkning 2010.

## Brottslingar
I maj 2009 fanns 35 registrerade sexualbrottslingar i Sun Valley.

### Fotnoter
1. ↑  Registered sex offenders in Sun Valley, Nevada as of early 2007.